# Never Be Lonely
Never Be Lonely is een nummer van de Britse band The Feeling uit 2006. Het is de derde single van hun debuutalbum Twelve Stops and Home.
"Never Be Lonely" is een vrolijk popliedje dat gaat over hoe verliefde mensen allerlei blunders begaan vanwege hun verliefdheid, maar dat tenminste niet eenzaam zijn. Het nummer werd een grote hit in het Verenigd Koninkrijk, waar het de 9e positie bereikte. In het Nederlandse taalgebied deed de plaat niets in de hitlijsten.

## Tracklijst
Cd-single
1. "Never Be Lonely"
2. "All You Need to Do"
3. "This Time" (demo)

7"
1. "Never Be Lonely"
2. "All You Need to Do"

Muziekdownload
1. "Never Be Lonely" (akoestisch) – 3:39